# Zadelzeebrasem
De zadelzeebrasem (Oblada melanura) is een  straalvinnige vissensoort uit de familie van de zeebrasems (Sparidae). De wetenschappelijke naam van de soort is gepubliceerd in 1758 door Linnaeus in de tiende editie van Systema naturae.